# D.D. Lewis (giocatore di football americano 1945)
Dwight Douglas Lewis (Knoxville, 16 ottobre 1945) è un ex giocatore di football americano statunitense che ha militato nel ruolo di linebacker per tutta la carriera con i Dallas Cowboys della National Football League (NFL).

## Carriera
Malgrado una carriera di successo al college, Lewis fu scelto dai Dallas Cowboys nel corso del sesto giro (159º assoluto) del Draft NFL 1968, perché le squadre ritenevano fosse troppo piccolo per giocare nella NFL. Dopo essere stato provato nel ruolo di centro durante il suo primo training camp, passò a quello di outside linebacker.
Nel 1969 passò quella che avrebbe dovuto essere la sua seconda stagione nel servizio di leva. Nel 1973, dopo avere giocato come riserva per quattro stagioni, Lewis divenne il linebacker sul lato debole titolare, dopo il ritiro di Chuck Howley, rimanendolo per nove stagioni consecutive.
La sua miglior partita fu nella finale della NFC del 1975 in cui fece registrare due intercetti nella vittoria per 37–7 sui Los Angeles Rams, contribuendo a far diventare i Cowboys la prima wild card a qualificarsi al Super Bowl.
Lewis è ancora il recordman dei Cowboys con 27 partite disputate in carriera nei playoff, incluse nove finali di conference e cinque presenze al Super Bowl, vincendo il Super Bowl VI e il Super Bowl XII. Nel 1980 divenne, assieme a Larry Cole, il primo giocatore della storia della squadra a giocare in tre diversi decenni.
Lewis giocò per 13 stagioni e 135 gare come titolare consecutive (terzo nella storia della squadra), fino al suo ritiro dopo il 1981. Fu votato "giocatore più popolare" dai tifosi dei Cowboys e vinse il Bart Starr Award nel 1981. È uno degli otto giocatori della storia della NFL ad avere disputato cinque Super Bowl (V, VI, X, XII e XIII).
Durante la stagione 1982, Lewis fece la celebre affermazione che "il Texas Stadium ha un buco nel tetto perché Dio possa vedere la sua squadra preferita".
Anche se non fu mai un Pro Bowler o un All-Pro, Lewis fu uno dei capitani della squadra nel 1977 e nel 1978. Nel 1984 fu inserito nella formazione ideale dei primi venticinque anni di storia dei Cowboys.

## Palmarès

### Franchigia
- Super Bowl : 2

Dallas Cowboys: VI, XII
- National Football Conference Championship: 5

Dallas Cowboys: 1970, 1971, 1975, 1977, 1978

### Individuale
- College Football Hall of Fame